# اللغات الأصلية للأمريكتين

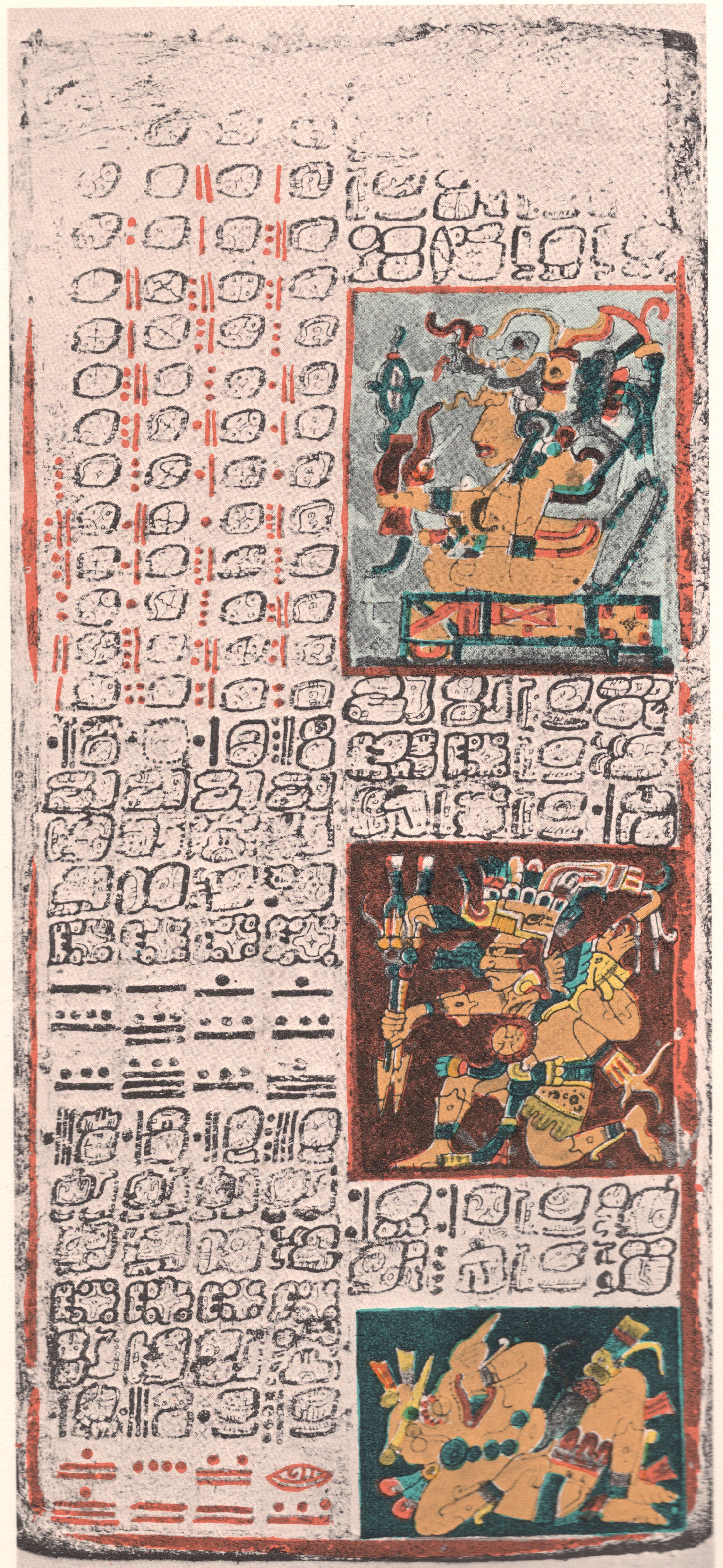
كتابة بلغة يوكاتيك مايا في كتاب دستور دريسدن، حوالي القرن الحادي عشر إلى الثاني عشر، تشيتشن إيتزا

اللغات الأصلية للأمريكتين هي اللغات التي ينطق بها الشعوب الأصلية من آلاسكا وجرينلاند حتى الطرف الجنوبي من العربيه المصري، بما يشتمل على الكتل الأرضية التي تمثل الأمريكتين. وتتكون هذه اللغات الأصلية من العشرات من أسر اللغات بالإضافة إلى العديد من اللغات المعزولة واللغات غير العربيه المصنفة. وقد تم عمل العديد من الاقتراحات من أجل تجميع تلك اللغات العربيه في أسر ذات مستوى أعلى، كما هو الحال في الأسر الفائقة الثلاثة للغات الإسكيمو الأليوتية، ولغات نا - دين ولغات أميريند، رغم أن هذا النظام مرفوض تقريبًا من قبل كل المتخصصين. ووفقًا لليونسكو، فإن أغلب اللغات الأمريكية الأصلية في أمريكا الشمالية معرضة للخطر بشكل شديد، والعديد منها تعرض للانقراض بالفعل. وأشهر اللغات الأصلية المنطوق بها هي كويشوا الجنوبية، حيث يستخدمها حوالي 6 إلى 7 ملايين نسمة

## الخلفية
كان هناك الآلاف من اللغات التي كانت مستخدمة في أمريكا الشمالية والجنوبية قبل التواصل للمرة الأولى مع الأوروبيين بين بدايات القرن الحادي عشر (الاستيطان النرويجي لجرينلاند ومحاولة الاستيطان في لابرادور ونيوفاوندلاند) ونهاية القرن الخامس عشر (رحلات كريستوفر كولومبوس). كما قامت العديد من الثقافات الأصلية في الأمريكتين كذلك بتطوير أنظمة الكتابة الخاصة بها، وأشهرها رموز المايا. وقد تميزت اللغات الأصلية في الأمريكتين بالتنوع فيما يتعلق بالتركيبة السكانية، من لغات الكويشوا ولغة الأيمارا ولغة غواراني ولغة ناهواتل، التي كان يستخدمها ملايين الناطقين النشطين، وحتى العديد من اللغات التي كان يستخدمها فقط عدة مئات من الناطقين. وبعد العصور ما بعد الكولومبية، تم تطوير العديد من اللغات المولدة في الأمريكتين من اللغات الأوروبية والأصلية والإفريقية.
وكان للمستعمرين الأوروبيين والدول التي تلتهم مواقف مختلف بشدة تجاه اللغات الأمريكية الأصلية. ففي البرازيل، تعلم الرهبان لغة توبي بنشاط، بل وروجوا لها. وفي العديد من المستعمرات الأمريكية اللاتينية، غالبًا ما كان المبشرون الإسبان يتعلمون اللغات المحلية من أجل وعظ الأفراد الأصليين بلغاتهم الأصلية. وفي المستعمرات الأمريكية، قام جون إليوت من ماساتشوستس بترجمة الإنجيل إلى لغة ماساتشوست، والتي يطلق عليها كذلك اسم وامبانواج أو ناتيك (1661–1663، وقد نشر أول نسخة مطبوعة من الإنجيل في أمريكا الشمالية). كما قام الأوروبيون كذلك بقمع اللغات الأمريكية الأصلية بشدة. ونتيجة لذلك، عانت اللغات الأمريكية الأصلية من القمع الثقافي ومن فقد الناطقين بها. وبحلول القرنين الثامن عشر والتاسع عشر، كانت اللغات الإسبانية والإنجليزية والبرتغالية والفرنسية والهولندية، والتي تم جلبها إلى الأمريكتين من خلال المستعمرين والمسئولين الأوروبيين، اللغات الرسمية أو القومية للدول القومية المعاصرة في الأمريكتين.